# Polnische Meisterschaften im Skilanglauf 2015
Die Polnischen Meisterschaften im Skilanglauf 2015 fanden vom 18. bis zum 21. März 2015 in Wisła statt. Ausgetragen wurden bei den Männern die Distanz 10 km und bei den Frauen 5 km. Zudem wurden Sprint und Teamsprints absolviert. Der Bieg Piastów über 25 km bzw. 50 km am 28. Februar wurde ebenfalls als Meisterschaftsrennen gewertet. Bei den Männern gewann Maciej Staręga im Sprint sowie im Teamsprint zusammen mit Daniel Iwanowski für den UKS Rawa Siedlce. Zudem siegte Jan Antolec über 10 km und Paweł Klisz über 50 km. Bei den Frauen holte Dominika Bielecka die Meistertitel im Sprint und über 25 km. Zudem triumphierte Kornelia Kubińska über 5 km und im Teamsprint zusammen mit Justyna Mordarska für den KS AZS-AWF Katowice.

## Ergebnisse Herren

### Sprint klassisch
| Platz | Name              | Verein                 |
| ----- | ----------------- | ---------------------- |
| 1     | Maciej Staręga    | UKS Rawa Siedlce       |
| 2     | Konrad Motor      | KS AZS-AWF Katowice    |
| 3     | Paweł Klisz       | LKS Klimczok Bystra    |
| 4     | Mateusz Ligocki   | NKS Trójwieś Beskidzka |
| 5     | Sebastian Gazurek | NKS Trójwieś Beskidzka |
| 6     | Kamil Bury        | MKS Istebna            |

Datum: 18. März

Es waren 34 Läufer am Start.

### Teamsprint Freistil
| Platz | Team                                                    | Zeit (min) |
| ----- | ------------------------------------------------------- | ---------- |
| 1     | UKS Rawa SiedlceDaniel Iwanowski Maciej Staręga         | 22:16,55   |
| 2     | NKS Trójwieś BeskidzkaSebastian Gazurek Mateusz Ligocki | 22:31,90   |
| 3     | MKS IstebnaDominik Bury Kamil Bury                      | 23:10,52   |
| 4     | NKS Trójwieś BeskidzkaBartłomiej Rucki Wojciech Fojcik  | 24:39,23   |
| 5     | LKS Poroniec PoroninKacper Antolec Jan Antolec          | 24:54,47   |
| 6     | UKS Rawa SiedlcePatryk Borkowski Damian Duk             | 25:26,97   |

Datum: 21. März

Es waren 15 Teams am Start.

### 10 km Freistil
| Platz | Name              | Verein                 | Zeit (min) |
| ----- | ----------------- | ---------------------- | ---------- |
| 1     | Jan Antolec       | LKS Poroniec Poronin   | 21:57,94   |
| 2     | Mariusz Michałek  | JBG-2                  | 22:03,80   |
| 3     | Maciej Staręga    | UKS Rawa Siedlce       | 22:09,27   |
| 4     | Konrad Motor      | KS AZS-AWF Katowice    | 22:13,13   |
| 5     | Mateusz Ligocki   | NKS Trójwieś Beskidzka | 22:39,62   |
| 6     | Sebastian Gazurek | NKS Trójwieś Beskidzka | 22:56,58   |
| 7     | Daniel Iwanowski  | UKS Rawa Siedlce       | 22:58,63   |
| 8     | Dominik Bury      | MKS Istebna            | 22:59,69   |
| 9     | Andrzej Pradziad  | LKS Poroniec Poronin   | 23:34,42   |
| 10    | Wojciech Fojcik   | NKS Trójwieś Beskidzka | 23:36,01   |

Datum: 19. März

Es waren 31 Läufer am Start.

### 50 km klassisch Massenstart
| Platz | Name             | Verein                      | Zeit (std) |
| ----- | ---------------- | --------------------------- | ---------- |
| 1     | Paweł Klisz      | LKS Klimczok Bystra         | 2:27:42    |
| 2     | Daniel Iwanowski | UKS Rawa Siedlce            | 2:30:34    |
| 3     | Mateusz Ligocki  | NKS Trójwieś Beskidzka      | 2:35,00    |
| 4     | Robert Faron     | LKS Witów Ski Mszana Górna  | 2:36:28    |
| 5     | Bogusław Gracz   | LKS Witów Ski Mszana Górna  | 2:37:57    |
| 6     | Piotr Skowron    | MKS Karkonosze Jelenia Góra | 2:40:57    |

Datum: 28. Februar

## Ergebnisse Frauen

### Sprint klassisch
| Platz | Name              | Verein                        |
| ----- | ----------------- | ----------------------------- |
| 1     | Dominika Bielecka | MKS Wodzisław Śląski          |
| 2     | Urszula Łętocha   | LKS Markam Wiśniowa Osieczany |
| 3     | Kornelia Kubińska | KS AZS-AWF Katowice           |
| 4     | Natalia Grzebisz  | KS AZS-AWF Katowice           |
| 5     | Marcela Marcisz   | MKS Halicz Ustrzyki Dolne     |
| 6     | Justyna Mordarska | KS AZS-AWF Katowice           |

Datum: 21. März

Es waren 14. Läuferinnen am Start.

### Teamsprint Freistil
| Platz | Team                                                       | Zeit (min) |
| ----- | ---------------------------------------------------------- | ---------- |
| 1     | KS AZS-AWF KatowiceKornelia Kubińska Justyna Mordarska     | 25:15,08   |
| 2     | MKS Halicz Ustrzyki DolneAndżelika Szyszka Marcela Marcisz | 27:03,90   |
| 3     | LKS Witów Ski Mszana GórnaKlaudia Kołodziej Marta Jania    | 27:15,01   |
| 4     | UKS Regle KościeliskoJoanna Rysula Emilia Nawara           | 28:00,33   |
| 5     | NKS Trójwieś BeskidzkaAgata Warło Anna Łacek               |            |
| 6     | UKS Rawa SiedlceJoanna Bronisz Anna Bielecka               |            |

Datum: 21. März

Es waren 6 Teams am Start.

### 5 km Freistil
| Platz | Name              | Verein                        | Zeit (min) |
| ----- | ----------------- | ----------------------------- | ---------- |
| 1     | Kornelia Kubińska | KS AZS-AWF Katowice           | 12:53,94   |
| 2     | Marcela Marcisz   | MKS Halicz Ustrzyki Dolne     | 13:29,59   |
| 3     | Martyna Galewicz  | KS AZS-AWF Katowice           | 13:30,28   |
| 4     | Justyna Mordarska | KS AZS-AWF Katowice           | 13:44,13   |
| 5     | Dominika Bielecka | MKS Wodzisław Śląski          | 13:45,99   |
| 6     | Urszula Łętocha   | LKS Markam Wiśniowa Osieczany | 13:49,48   |
| 7     | Emilia Romanowicz | UKS Puszcza Supraśl           | 14:05,75   |
| 8     | Natalia Grzebisz  | KS AZS-AWF Katowice           | 14:17,20   |
| 9     | Joanna Rysula     | UKS Regle Kościelisko         | 14:39,66   |
| 10    | Emilia Nawara     | UKS Regle Kościelisko         | 14:51,65   |

Datum: 19. März

Es waren 19 Läuferinnen am Start.

### 25 km klassisch Massenstart
| Platz | Name              | Verein                        | Zeit(std) |
| ----- | ----------------- | ----------------------------- | --------- |
| 1     | Dominika Bielecka | MKS Wodzisław Śląski          | 1:19:06   |
| 2     | Marcela Marcisz   | MKS Halicz Ustrzyki Dolne     | 1:19:30   |
| 3     | Emilia Romanowicz | UKS Puszcza Supraśl           | 1:20:45   |
| 4     | Justyna Mordarska | KS AZS-AWF Katowice           | 1:21:15   |
| 5     | Natalia Grzebisz  | KS AZS-AWF Katowice           | 1:22:00   |
| 6     | Urszula Łętocha   | LKS Markam Wiśniowa Osieczany | 1:23:00   |

Datum: 28. Februar